# Dave Laut
David "Dave" Lester Laut, né le 21 décembre 1956 à Findlay et mort le 27 août 2009 à Oxnard, est un athlète américain spécialiste du lancer du poids.

## Biographie
Il remporte en 1979 le concours du poids des Jeux panaméricains de San Juan avec 20,22 m.  En 1984, l'Américain se classe troisième des Jeux olympiques de Los Angeles derrière l'Italien Alessandro Andrei et son compatriote Michael Carter.
Sa meilleure performance au lancer du poids est de 22,02 m, réalisée le 25 août 1982 lors du meeting de Coblence.
Le 27 août 2009, Dave Laut est abattu par des inconnus devant son domicile d'Oxnard, en Californie.

## Palmarès
| Date | Compétition        | Lieu        | Résultat | Performance |
| ---- | ------------------ | ----------- | -------- | ----------- |
| 1979 | Jeux panaméricains | San Juan    | 1er      | 20,22 m     |
| 1984 | Jeux olympiques    | Los Angeles | 3e       | 20,97 m     |